# عائشة بينغول
عائشة بينغول (بالتركية: Ayça Bingöl)‏ ممثلة تركية ولدت في (16 يناير 1975 في إسطنبول، تركيا).

## حياتها المهنية
تخرجت من معهد الكونسرفتوار الدولي للمسرح عام 1998 وعملت في «مسرح دورمان» والذي يعتبر من أكبر وأعرق مسارح إسطنبول عام 1996.

وبين عامي 1998-2000 عملت في «مسرح فورا» في إسطنبول، وشاركت في العديد من المسرحيات كما حصلت على العديد من الجوائز كأفضل ممثلة لمسرحية «أحتاج بيكاسو» في عامي 2008-2009، كما حصلت لمسرحية «الوجه الشاحب للنهر» أفضل ممثلة مسرح فيعام 2009 أيضا.

كما شاركت بنجول في دبلجة العديد من الأفلام السينمائية إلي اللغة التركية أبرزها (فيلم آيس إيج 2 وفيلم آيس إيج 3 بدور «إلي») و (فيلم بعد 28 أسبوع بدور «روز بيرن») و (فيلم بياولف بدور «والدة جراندلير») و (فيلم بيتر بان بدور «ويندي») و (فيلم سيد الخواتم بدور «أروين» في الأجزاء الثلاثة) و (فيلم البحث عن نيمو في دور «بيج»).

## الأعمال
- 1999 الملف السري
- 2000 الغريب في المنزل
- 2001 تاكسي الزهرة
- 2002 أمي، تزوجي من أبي
- 2004 هدية تذكارية
- 2006 سر الأحجار
- 2007 معركتي في الحياة
- 2007 حد السكين
- 2008 بين العائلتين
- 2009 النساء الصغيرات
- 2009 ندى العمر
- 2010 على مر الزمان
- 2015 اسمي جولتيب
- 2016 أبي وعائلته
- 2019 أبناء الاخوة